# Lukather (album)
Pour l'auteur, voir Steve Lukather.
Albums de Steve Lukather
Candyman
(1993)

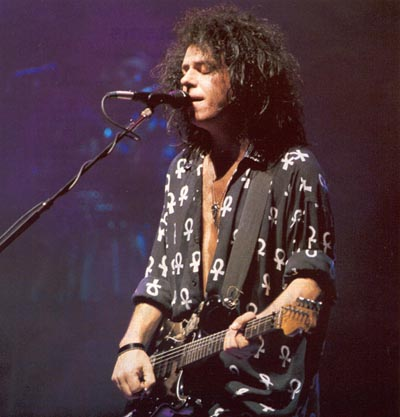
Le guitariste Steve Lukather en 1990

Lukather est le premier album studio du guitariste du groupe Toto Steve Lukather, enregistré en solo et sorti en 1989.

## Titres de l'album
1. Twist the knife
2. Swear your love
3. Fall into Velvet
4. Drive a Crooked road
5. Got my way
6. Darkest night of the Year
7. Lonely beat on my Heart
8. With a second chance
9. Turns to Stone
10. It looks like rain
11. Steppin' on the top of the World

## Musiciens
- Steve Lukather : guitare, chant
- Michael Landau : guitare
- Steve Stevens : guitare
- Jan Hammer : Claviers
- Will Lee, John Pierce, Randy Jackson, Eddie Van Halen, Leland Sklar: basse
- Jeff Porcaro, Carlos Vega, Tommy Price : batterie
- Lenny Castro : percussions